# Scotoecus albofuscus
Scotoecus albofuscus es una especie de murciélago de la familia Vespertilionidae.

## Distribución geográfica
Se encuentra en Sudáfrica Benín Costa de Marfil, Gambia Ghana Malaui Mozambique Nigeria, Kenia, República Democrática del Congo Senegal Sierra Leona, Sudán Tanzania y Uganda.

## Hábitat
Su hábitat natural son: sabanas áridas.